# Gianluca Bazzoli
Gianluca Bazzoli (Binningen, 2 maggio 1980) è un attore italiano.

## Biografia
Nato in Svizzera si trasferisce in Italia e comincia a studiare recitazione.
Terminati gli studi si trasferisce a New York per qualche anno per perfezionare l'inglese e la recitazione.
Attore di teatro, recita in televisione nella serie televisiva R.I.S. 5 - Delitti imperfetti nel 2009 con la regia di Fabio Tagliavia. Nel 2010 viene scelto come uno dei coprotagonisti della decima serie di Distretto di Polizia con la regia di Alberto Ferrari e Matteo Mandelli dove interpreta il ruolo dell'Agente scelto Giovanni Brenta.

## Filmografia

### Cinema
- AmeriQua, regia di Marco Bellone e Giovanni Consonni (2013)
- La prima volta (di mia figlia), regia di Riccardo Rossi (2015)
- Dieci minuti, regia di Maria Sole Tognazzi (2024)

### Cortometraggi
- La camera, regia di Toni Trupia (2002)
- La morte del vecchio, regia di Toni Trupia (2003)

### Televisione
- R.I.S. 5 - Delitti imperfetti, regia di Fabio Tagliavia - serie TV, 5 episodi (2009)
- Distretto di Polizia, regia di Alberto Ferrari (2010-2011)
- Sotto il cielo di Roma, regia di Christian Duguay – miniserie TV (2010)
- Libera, regia di Gianluca Mazzella – serie TV, episodi 1x04-1x08 (2024)

## Teatro
- Sketches (PInter) - regia di Tony Bertorelli (2002)
- Mauser - regia di Pier Paolo Sepe (2003)

Servo per due - regia di Pierfrancesco Favino e Paolo Sassanelli (2013)